# Titanfall 2
Titanfall 2 és un videojoc d'acció en primera persona, desenvolupat per Respawn Entertainment i distribuït per EA Games. És una seqüela de Titanfall i es va publicar a tot el món el 28 d'octubre del 2016 per a Microsoft Windows, PS4 i Xbox One. A Titanfall 2, els jugadors controlen un pilot, extremadament àgil i capaç de camuflar-se, i el seu tità, un robot de tipus meca equipat amb armament pesant. Ambientat en un univers de ciència-ficció, la campanya per a un jugador segueix la història de Jack Cooper, un fuseller de la milícia fronterera, que s'acaba fent amic del seu tità, en BT-7274, després d'un accident. Plegats, s'embarquen en una gran aventura per aturar el desplegament d'una arma de destrucció massiva de l'empresa que intenta controlar la Frontera, la Interstellar Manufacturing Corporation (IMC).